# 上海轨道交通22号线
上海轨道交通22号线，原名崇明线，是一條正在建设中的地铁线路。自金吉路站至裕安站共设站8座（其中长兴岛上1座，崇明岛上3座），线路全长43.02公里，均为地下段。全线设东靖路车辆段、陈家镇停车场，共设3座主变电所。采用3/6节灵活编组的市域A型车，最高运行时速120公里，投资人民幣328.20亿元，预计建设工期6年。工程分两期申报建设，其中一期由起点金吉路站至长兴岛北井（含），沿申江路—高宝路—东靖路—长江南港隧道—长兴岛永卫路，线路长22.230km，采用地下敷设方式，其中南港隧道长7.738km。设地下站5座，凌空北路为东靖路车辆段接轨站。二期工程由于将长兴岛至崇明岛敷设方式调整为以地下线，其中北港隧道长8.982km。
22号线的线路标识色为 C=75 M=90 Y=35 K=0。

## 历史
22号线最早为原9号线崇明段，自川桥路站至崇明岛，此外，在长兴岛还将岔出支线至横沙岛（该支线现计划独立成线，在远期实施，不与主线贯通）。在2010年的规划中，独立成19号线，分两期申报建设。其中一期工程自川桥路起，经上海长江隧道至长兴岛上海长江大桥落地点南侧，全长20.6公里，设置川桥路、榕桥路、申江路等6站，曾为2010~2020年规划建设线路，并将长兴岛至崇明岛和长兴岛至横沙岛的线路列入，但迟迟未建设。2016年，重新调整了规划，改为市域快线崇明线。2018年12月公布的《国家发展改革委关于上海市城市轨道交通第三期建设规划（2018～2023年）的批复》中，崇明线建设规划获批。最高运行时速100km/h，采用10节直线电机编组列车。
从2019年开始的公示中，崇明线弃用了长江隧桥为轨道交通预留的通道，改走地下。同时最高运行时速提高至120km/h，车辆改为6节编组的市域A型车。2021年3月29日，该线路正式开工。
东靖路车辆段、陈家镇停车场，以及长南、长北、崇南三座大小盾构转换井的建筑方案2024年完成了国际征集。

## 列車
22號綫（崇明綫）將會訂購40列（120节）市域A型車，采用全自动驾驶运行。

## 车站一覽

### 换乘站
- 922金吉路 — 换乘9号线 通道换乘
- 1222申江路 — 换乘12号线 通道换乘

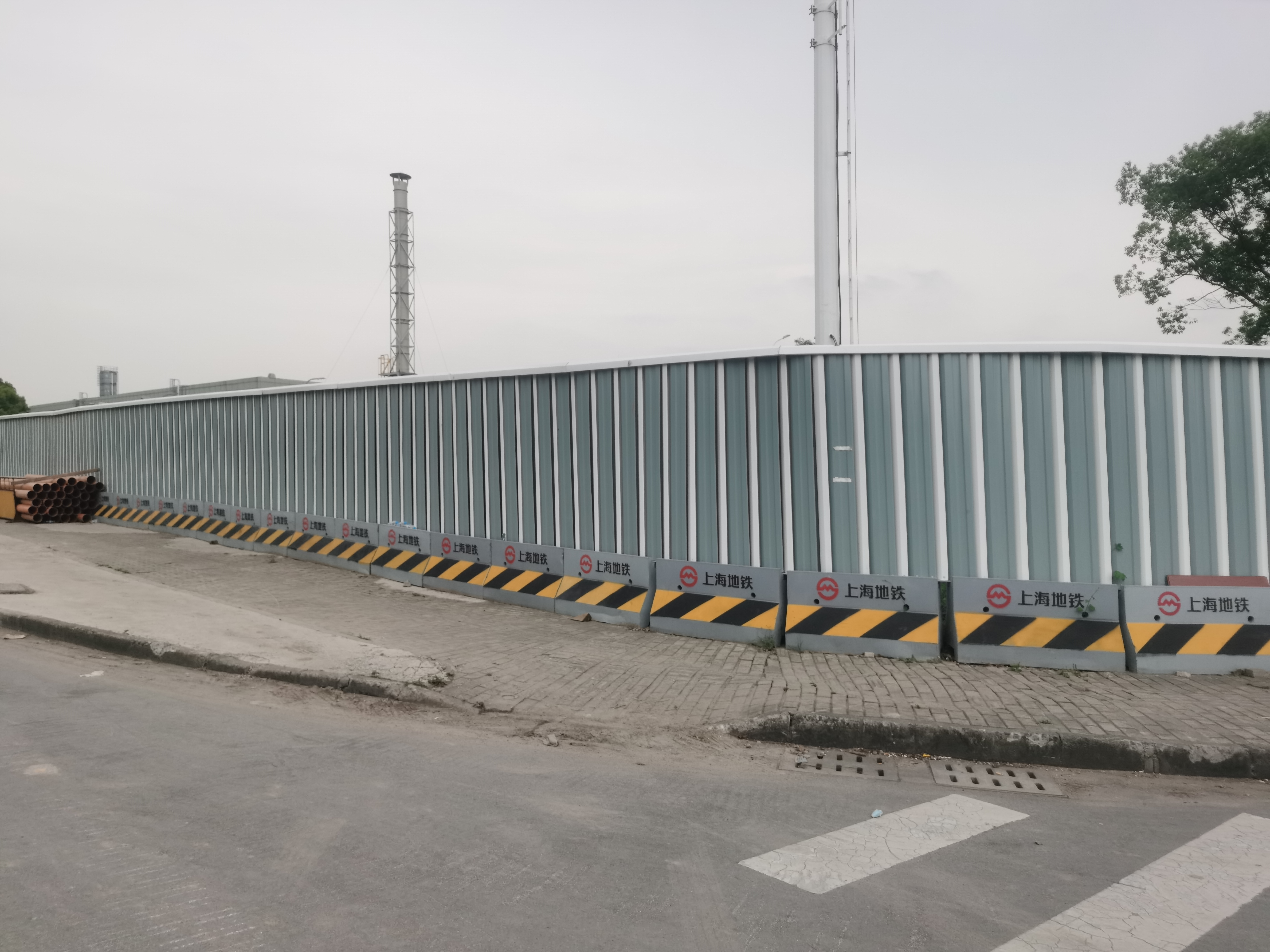
金吉路站工地（2023年5月）

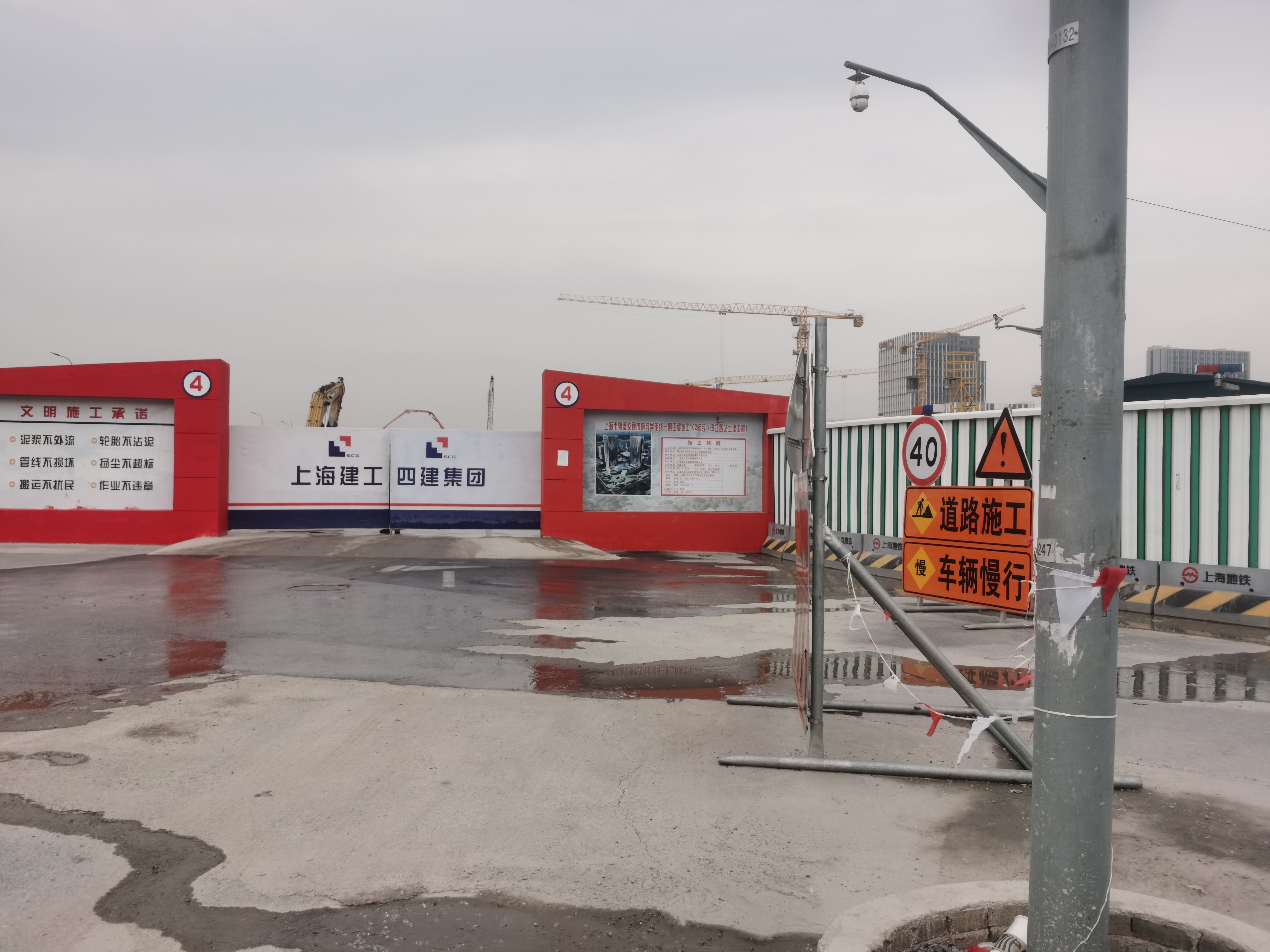
申江路站工地（2023年5月）

| 阶段 | 站名     | 距離（米） | 站間距（米） | 换乘线路 | 所在地   | 车站形式           | 开门方向注1 |
| ---- | -------- | ---------- | ------------ | -------- | -------- | ------------------ | ----------- |
| 一期 | 金吉路   |            |              | █ 9号线  | 浦东新区 | 地下二层岛式       | 左側        |
| 一期 | 申江路   |            |              | █ 12号线 | 浦东新区 | 地下三层岛式       | 左側        |
| 一期 | 高宝路   |            |              |          | 浦东新区 | 地下三层岛式       | 左側        |
| 一期 | 凌空北路 |            |              |          | 浦东新区 | 地下二层岛式       | 左側        |
| 一期 | 长兴岛   |            |              |          | 长兴岛   | 地下二层一岛一侧式 |             |
| 二期 | 陈家镇   |            |              |          | 崇明岛   | 地下二层一岛一侧式 |             |
| 二期 | 东滩     |            |              |          | 崇明岛   | 地下二层岛式       | 左側        |
| 二期 | 裕安     |            |              |          | 崇明岛   | 地下二层岛式       | 左側        |

- 注1：依列车行驶方向而言。

## 沿革
- 2012年8月23日 以19号线为名选线专项规划调整公示[5]
- 2019年4月12日 上海市轨道交通崇明线选线专项规划草案公示[10]
- 2019年4月24日 崇明线工程环境影响评价招标[11]
- 2019年5月21日 崇明线工程环境影响评价公示（链接已失效）[12]
- 2019年10月14日 东滩站东端头井工程报建[13]
- 2019年11月28日 崇明线配套先导工程开工[14]
- 2019年12月11日 东滩站东端头井开始启动建设[15]
- 2020年6月28日 一期工程环境影响报告书公众意见征求的网络公示[2]
- 2020年7月7日 一期工程环境影响报告书报批前公示[2]
- 2020年7月20日 上海市环保局受理一期工程环境影响评价报告书[16]
- 2020年9月25日 上海市环保局批复一期工程环境影响评价报告书[17][18]
- 2020年11月4日 一期工程可行性研究报告批复[19]
- 2020年11月17日 一期工程报建[20]
- 2021年3月29日 一期工程108标1号盾构转换井（长兴岛南井）正式开工[21]
- 2021年5月31日 上海市城市轨道交通第三期建设规划调整方案公示，二期工程调整为地下线为主[22]
- 2021年12月19日 长兴岛陆域段正式开工建设 [23]
- 2022年9月22日 变更后的工程可行性研究报告批复[24]
- 2022年10月22日 二期开始施工招标，调整为全线地下[25]
- 2022年10月25日 二期工程环境影响评价公示[26]
- 2022年11月4日 二期工程环境影响评价报批前公示[26]
- 2022年11月21日 崇明区环保局受理二期工程环境影响评价报告书[27]
- 2022年12月15日 崇明区环保局批准二期工程环境影响评价报告书[28][29]
- 2024年4月 崇明线陈家镇站首幅地下连续墙钢筋笼顺利起吊、入槽。
- 2024年7月24日 上海市地名主管部门批复，崇明线正式命名为“22号线”
- 2024年9月9日 南港越江大盾構區間隧道（1号長南转换井→浦东转换井）貫通，11月18日對外發佈新聞稿。該盾構名為「申通號」，長度7.739公里，2022年12月8日始發。[30]
- 2025年2月28日 北港越江大盾构区间隧道（2号長北转换井→3号崇南转换井）贯通，3月13日舉辦慶祝儀式。该盾构名为「申崇號」，長度9.024公里，2023年3月始發。[31][32]

## 票价
经公示听证程序，2024年11月15日，上海市发改委和上海市交通委联合发布《上海市轨道交通市域线票价机制》。其中，22号线被列为「2024年底及以后开通的时速120km/h以上，160km/h以下的市域线」，不再按2005年起实施的上海地铁既有线网票制计价。其票制是：
- 每客公里单价0.37元，乘以里程后四舍五入到元；
- 如上述票价不足4元，按4元计征起乘价；
- 市域线与市区线地铁换乘时，市区线部分按照既有地铁票制（3元6公里、每1元增10公里）连续计价，市域线部分按市域线计价规则连续计价（据实计收，免征起乘价），两者累加。

## 工程测量
崇明线的工程平面和高程控制测量均由上海市测绘院直接负责。崇明三岛由于特殊的地理位置，不参与上海市其他地区每年的控制点高程联测。直到长江隧桥建设时，才因工程需要进行过一次高程联测，但距崇明线工程已经有十几年之久，需要重新测量。长兴岛到陆地的高差通过夜间在长江隧道接续测量得到；长兴岛到崇明岛的高差沿用长江隧桥的观测墩和特制观测觇灯，在崇明堡镇和青草沙间设大地四边形进行测量和平差计算。平面控制按照线性工程方式布置GPS控制网。不同于其他地铁工程，由于崇明线跨江隧道长，崇明线工程测量将中间风井以及盾构转换井均按车站等级进行布置，以减小误差。